# Partecipanti al Rally Dakar 2025
Il Rally Dakar 2025 è la 47ª edizione della gara. La competizione inizierà il 3 gennaio a Bisha e terminerà a Shaybah il 17 gennaio. 

## Liste iscritti
| Colore | Tipologia                                                                       |
| ------ | ------------------------------------------------------------------------------- |
|        | Piloti "Dakar Legends" che hanno preso parte ad almeno 10 edizioni della Dakar. |
|        | Piloti "rookie" che prendono parte alla loro prima Dakar.                       |
|        | Piloti iscritti ma non presenti alla linea di partenza.                         |
|        | Piloti "Original by Motul" che prendono parte alla gara senza assistenza.       |

### Moto
| Scuderia                                   | Moto                    | #   | Pilota                | Classe  |
| ------------------------------------------ | ----------------------- | --- | --------------------- | ------- |
| Hero MotoSports Team Rally                 | Hero 450 Rally          | 1   | Ross Branch           | RallyGP |
| Hero MotoSports Team Rally                 | Hero 450 Rally          | 11  | José Ignacio Cornejo  | RallyGP |
| Hero MotoSports Team Rally                 | Hero 450 Rally          | 14  | Sebastian Bühler      | RallyGP |
| Red Bull KTM Factory Racing                | KTM 450 Rally Factory   | 4   | Daniel Sanders        | RallyGP |
| Red Bull KTM Factory Racing                | KTM 450 Rally Factory   | 47  | Kevin Benavides       | RallyGP |
| Red Bull KTM Factory Racing                | KTM 450 Rally Factory   | 73  | Edgar Canet           | Rally2  |
| Red Bull KTM Factory Racing                | KTM 450 Rally Factory   | 77  | Luciano Benavides     | RallyGP |
| Monster Energy Honda HRC                   | Honda CRF450 Rally      | 7   | Pablo Quintanilla     | RallyGP |
| Monster Energy Honda HRC                   | Honda CRF450 Rally      | 9   | Ricky Brabec          | RallyGP |
| Monster Energy Honda HRC                   | Honda CRF450 Rally      | 10  | Skyler Howes          | RallyGP |
| Monster Energy Honda HRC                   | Honda CRF450 Rally      | 42  | Adrien van Beveren    | RallyGP |
| Monster Energy Honda HRC                   | Honda CRF450 Rally      | 68  | Tosha Schareina       | RallyGP |
| Honda HRC                                  | Honda CRF450 Rally      | 16  | Romain Dumontier      | Rally2  |
| Sherco Rally Factory                       | Sherco 450 SEF Rally    | 15  | Lorenzo Santolino     | RallyGP |
| Sherco Rally Factory                       | Sherco 450 SEF Rally    | 19  | Rui Gonçalves         | RallyGP |
| Sherco Rally Factory                       | Sherco 450 SEF Rally    | 20  | Harith Noah           | Rally2  |
| BAS World KTM Racing Team                  | KTM 450 Rally Replica   | 12  | Bradley Cox           | RallyGP |
| BAS World KTM Racing Team                  | KTM 450 Rally Replica   | 21  | Mathieu Doveze        | Rally2  |
| BAS World KTM Racing Team                  | KTM 450 Rally Replica   | 22  | Michael Docherty      | Rally2  |
| BAS World KTM Racing Team                  | KTM 450 Rally Replica   | 28  | Toni Mulec            | Rally2  |
| BAS World KTM Racing Team                  | KTM 450 Rally Replica   | 69  | Francisco Arredondo   | Rally2  |
| BAS World KTM Racing Team                  | KTM 450 Rally Replica   | 92  | Jiri Broz             | Rally2  |
| BAS World KTM Racing Team                  | KTM 450 Rally Replica   | 96  | Tobias Ebster         | Rally2  |
| BAS World KTM Racing Team                  | KTM 450 Rally Replica   | 126 | Toby Hedericks        | Rally2  |
| Orion - Moto Racing Group                  | KTM 450 Rally Replica   | 13  | Martin Michek         | RallyGP |
| Orion - Moto Racing Group                  | KTM 450 Rally Replica   | 33  | Milan Engel           | Rally2  |
| Moto Racing Group                          | KTM 450 Rally Replica   | 40  | Martin Prokeš         | Rally2  |
| Moto Racing Group                          | KTM 450 Rally Replica   | 59  | Bart Łomiej Tabin     | Rally2  |
| Fantic Racing Rally Team                   | Fantic XEF 450 Rally    | 17  | Mohammed Balooshi     | RallyGP |
| Fantic Racing Rally Team                   | Fantic XEF 450 Rally    | 31  | Jeremy Miroir         | Rally2  |
| Fantic Racing Rally Team                   | Fantic XEF 450 Rally    | 36  | Tommaso Montanari     | Rally2  |
| Fantic Racing Rally Team                   | Fantic XEF 450 Rally    | 79  | Maxime Pouponnot      | Rally2  |
| Fantic Racing Rally Team                   | Fantic XEF 450 Rally    | 100 | Sandra Gómez          | Rally2  |
| Fantic Racing Rally Team                   | Fantic XEF 450 Rally    | 148 | Tomas De Gavardo      | Rally2  |
| Strojrent Racing                           | KTM 450 Rally Replica   | 18  | Jan Brabec            | Rally2  |
| RSmoto Honda Rally Team                    | Honda CRF450 Rally      | 23  | Jacob Argubright      | Rally2  |
| RSmoto Honda Rally Team                    | Honda CRF450 Rally      | 29  | Paolo Lucci           | Rally2  |
| RSmoto Honda Rally Team                    | Honda CRF450 Rally      | 78  | Lorenzo Maestromi     | Rally2  |
| RSmoto Honda Rally Team                    | Honda CRF450 Rally      | 137 | Yann Di Mauro         | Rally2  |
| HT Rally Raid                              | Husqvarna FR450 Rally   | 24  | Aaron Maré            | RallyGP |
| HT Rally Raid                              | Husqvarna FR450 Rally   | 106 | Axel Mustad           | Rally2  |
| HT Rally Raid                              | Husqvarna FR450 Rally   | 112 | Willem Avenant        | Rally2  |
| HT Rally Raid                              | Husqvarna FR450 Rally   | 123 | Fabian Von Thuengen   | Rally2  |
| HT Rally Raid                              | Husqvarna FR450 Rally   | 130 | Nerimantas Jucius     | Rally2  |
| Anquety Motor Sport                        | Husqvarna FR450 Rally   | 25  | Jérôme Martiny        | Rally2  |
| Duust Rally Team                           | KTM 450 Rally Replica   | 26  | Konrad Dabrowski      | Rally2  |
| Duust Rally Team                           | KTM 450 Rally Replica   | 111 | Justin Gerlach        | Rally2  |
| KTM JP1 Motorcycles                        | KTM 450 Rally Replica   | 27  | Juan Puga             | Rally2  |
| Franco Sport Yamaha Racing Team            | Yamaha WR450F Rally     | 30  | Antonio Maio          | RallyGP |
| Team Casteu Trophy                         | Husqvarna FR450 Rally   | 32  | David Casteu          | Rally2  |
| Team Casteu Trophy                         | GasGas RX450F Rally     | 60  | Arnaud Domet          | Rally2  |
| Team Casteu Trophy                         | GasGas RX450F Rally     | 61  | Bertrand Domet        | Rally2  |
| Team Casteu Trophy                         | KTM 450 Rally Replica   | 64  | Alexandre Vaudan      | Rally2  |
| Autonet Motorcycle Team                    | KTM 450 Rally Replica   | 34  | Emanuel Gyenes        | Rally2  |
| BS - Frutas Patricia Pilar                 | Husqvarna FR450 Rally   | 35  | Bruno Santos          | Rally2  |
| Team Monforte Rally - Galicia              | KTM 450 Rally Replica   | 38  | Eduardo Iglesias      | Rally2  |
| Esprit KTM                                 | KTM 450 Rally Replica   | 39  | Benjamin Melot        | Rally2  |
| Nomade Racing                              | KTM 450 Rally Replica   | 43  | Julien Dalbec         | Rally2  |
| Nomade Racing                              | KTM 450 Rally Replica   | 72  | Philippe Gendron      | Rally2  |
| Nomade Racing                              | KTM 450 Rally Replica   | 114 | Dwain Barnard         | Rally2  |
| Nomade Racing                              | Husqvarna FR450 Rally   | 115 | Mathieu Feuvrier      | Rally2  |
| Nomade Racing                              | Husqvarna FR450 Rally   | 128 | Max Bianucci          | Rally2  |
| Rieju - Pedregà Team                       | Rieju 450 Rally Replica | 44  | Josep Subirats        | Rally2  |
| Rieju - Pedregà Team                       | Rieju 450 Rally Replica | 54  | Daniel Nosiglia       | RallyGP |
| Rieju - Pedregà Team                       | Rieju 450 Rally Replica | 108 | Marc Calmet           | Rally2  |
| Pedregà Team                               | KTM 450 Rally Replica   | 136 | Ferran Zaragoza       | Rally2  |
| Supesunr Kove Team                         | Kove 450 Rally          | 45  | Sunier Sunier         | Rally2  |
| Supesunr Kove Team                         | Kove 450 Rally          | 75  | Deng Liansong         | Rally2  |
| SP Moto Bohemia                            | KTM 450 Rally Replica   | 48  | David Pabiška         | Rally2  |
| XRAIDS Experience                          | GasGas RX450F Rally     | 49  | Juan Santiago Rostan  | Rally2  |
| XRAIDS Experience                          | KTM 450 Rally Replica   | 65  | Guillaume Chollet     | Rally2  |
| XRAIDS Experience                          | KTM 450 Rally Replica   | 118 | Rolando Paredes       | Rally2  |
| XRAIDS Experience                          | KTM 450 Rally Replica   | 143 | Robbie Wallace        | Rally2  |
| XRAIDS Experience                          | KTM 450 Rally Replica   | 144 | Ashish Raorane        | Rally2  |
| WTF Racing                                 | Kove 450 Rally          | 50  | James Hillier         | Rally2  |
| Melilla Ciudad Del Deporte                 | Husqvarna FR450 Rally   | 51  | Rachid Al-lal         | Rally2  |
| Solurent Racing                            | KTM 450 Rally Replica   | 52  | Marshall Meplon       | Rally2  |
| Joyride Race Service                       | KTM 450 Rally Replica   | 53  | Thomas Kongshøj       | Rally2  |
| Joyride Race Service                       | KTM 450 Rally Replica   | 89  | Francisco Álvarez     | Rally2  |
| Joyride Race Service                       | KTM 450 Rally Replica   | 119 | Mykolas Paulavicius   | Rally2  |
| Da Hai Dao Zero Mileage Lubricant          | KTM 450 Rally Replica   | 55  | Zhang Min             | Rally2  |
| Da Hai Dao Zero Mileage Lubricant          | KTM 450 Rally Replica   | 56  | Zhao Hongyi           | Rally2  |
| Da Hai Dao Zero Mileage Lubricant          | KTM 450 Rally Replica   | 58  | Zakeer Yakefu         | Rally2  |
| Hoto Factory Racing                        | Hoto Rally              | 57  | Fang Xiangliang       | Rally2  |
| Hoto Factory Racing                        | Hoto Rally              | 88  | Arunas Gelazninkas    | Rally2  |
| Hoto Factory Racing                        | Hoto Rally              | 95  | Xavier Flick          | Rally2  |
| Nomadas Adventure                          | KTM 450 Rally Replica   | 62  | Andrew Houlihan       | Rally2  |
| Nomadas Adventure                          | KTM 450 Rally Replica   | 140 | Dennis Mildenberger   | Rally2  |
| Nomadas Adventure                          | KTM 450 Rally Replica   | 141 | Murun Purevdorj       | Rally2  |
| TLD Racing                                 | KTM 450 Rally Replica   | 63  | Jérémie Gerber        | Rally2  |
| Kove Factory Racing                        | Kove 450 Rally          | 66  | Neels Theric          | Rally2  |
| Kove Factory Racing                        | Kove 450 Rally          | 98  | Mason Klein           | RallyGP |
| Cloudracing                                | KTM 450 Rally Replica   | 70  | Mishal Alghuneim      | Rally2  |
| Cloudracing                                | KTM 450 Rally Replica   | 139 | Salman Farhan         | Rally2  |
| Flexit Go - AG Dakar School                | KTM 450 Rally Replica   | 71  | Modestas Siliunas     | Rally2  |
| AG Dakar School - Dubai                    | KTM 450 Rally Replica   | 103 | Gediminas Satkus      | Rally2  |
| MôleAgriForest/MaglandRaceway              | GasGas RX450F Rally     | 74  | Michael Jacobi        | Rally2  |
| Motorbike Off Road Adventures Liberty      | Husqvarna FR450 Rally   | 76  | Stéphane Darques      | Rally2  |
| Haleem                                     | KTM 450 Rally Replica   | 80  | Abdulhalim Almogheera | Rally2  |
| Haleem                                     | KTM 450 Rally Replica   | 131 | Ahmed Aljaber         | Rally2  |
| Team Kove Italia Lucky Explorer            | Kove 450 Rally          | 81  | Cesare Zacchetti      | Rally2  |
| Team Kove Italia Lucky Explorer            | Kove 450 Rally          | 117 | Ottavio Missoni       | Rally2  |
| Motoclub Yashica                           | KTM 450 Rally Replica   | 82  | Andrea Winkler        | Rally2  |
| Team RS Concept                            | GasGas RX450F Rally     | 83  | Fabien Domas          | Rally2  |
| Team RS Concept                            | KTM 450 Rally Replica   | 134 | Clément Artaud        | Rally2  |
| Team RS Concept                            | KTM 450 Rally Replica   | 135 | Benjamin Bourdariat   | Rally2  |
| DNA Air Filters Racing Team- Enduro Greece | Husqvarna FR450 Rally   | 84  | Vasileios Boudros     | Rally2  |
| Team Rebel X                               | Husqvarna FR450 Rally   | 85  | Manuel Lucchese       | Rally2  |
| Challenger Racing Team                     | GasGas RX450F Rally     | 86  | Charlie Herbst        | Rally2  |
| Desert Storm Racing                        | KTM 450 Rally Replica   | 87  | Ehab Al Hakeem        | Rally2  |
| Desert Storm Racing                        | Kove 450 Rally          | 124 | Badr Alhamdan         | Rally2  |
| Desert Storm Racing                        | Kove 450 Rally          | 129 | Jatin Jain            | Rally2  |
| MED Racing Team                            | KTM 450 Rally Replica   | 90  | Alvaro Coppola        | Rally2  |
| MED Racing Team                            | KTM 450 Rally Replica   | 132 | Carlos Malo           | Rally2  |
| Wiedemann Motorsports                      | KTM 450 Rally Replica   | 91  | Mike Wiedemann        | Rally2  |
| Rally POV                                  | Honda CRF450 Rally      | 93  | Tiziano Interno       | Rally2  |
| Cajdašrot                                  | KTM 450 Rally Replica   | 94  | Dušan Drdaj           | Rally2  |
| Cajdašrot                                  | KTM 450 Rally Replica   | 97  | Jaromir Romančík      | Rally2  |
| Pont Grup - Kove                           | Kove 450 Rally          | 99  | Javi Vega             | Rally2  |
| Zeranta                                    | KTM 450 Rally Replica   | 101 | Iader Giraldi         | Rally2  |
| Club Aventura Touareg                      | KTM 450 Rally Replica   | 102 | Ignacio Sanchis       | Rally2  |
| Club Aventura Touareg                      | KTM 450 Rally Replica   | 113 | Gad Nachmani          | Rally2  |
| Club Aventura Touareg                      | KTM 450 Rally Replica   | 133 | Gines Belzunces       | Rally2  |
| Team Marčič                                | Husqvarna FR450 Rally   | 104 | Simon Marčič          | Rally2  |
| Révolte Racing                             | KTM 450 Rally Replica   | 105 | Jean-Philippe Révolte | Rally2  |
| MX Academy                                 | GasGas RX450F Rally     | 107 | Rafic Eid             | Rally2  |
| Adec Competicio Total Team                 | KTM 450 Rally Replica   | 109 | Óscar Hernández       | Rally2  |
| Adec Competicio Total Team                 | KTM 450 Rally Replica   | 110 | Juanjo Martínez       | Rally2  |
| Kove Canada                                | Kove 450 Rally          | 116 | Jordan Strachan       | Rally2  |
| Enduro Normandie                           | KTM 450 Rally Replica   | 120 | Jim Moisa             | Rally2  |
| Enduro Normandie                           | KTM 450 Rally Replica   | 121 | Alexandre Yon         | Rally2  |
| Enduro Normandie                           | KTM 450 Rally Replica   | 122 | Thomas Georgin        | Rally2  |
| Team DB Racing                             | KTM 450 Rally Replica   | 125 | Damien Bataller       | Rally2  |
| FESH FESH Team                             | Husqvarna FR450 Rally   | 127 | Adam Peschel          | Rally2  |
| Casas Cube - Ártabros Rally                | KTM 450 Rally Replica   | 138 | Ivan Merichal         | Rally2  |
| Slovnaft Rally Team                        | KTM 450 Rally Replica   | 142 | Štefan Svitko         | RallyGP |

### Auto
| Scuderia                           | Auto                         | #   | Pilota              | Copilota            | Classe |
| ---------------------------------- | ---------------------------- | --- | ------------------- | ------------------- | ------ |
| The Dacia Sandriders               | Dacia Sandrider              | 200 | Nasser Al-Attiyah   | Édouard Boulanger   | T1+    |
| The Dacia Sandriders               | Dacia Sandrider              | 212 | Cristina Gutiérrez  | Pablo Moreno        | T1+    |
| The Dacia Sandriders               | Dacia Sandrider              | 219 | Sébastien Loeb      | Fabian Lurquin      | T1+    |
| Overdrive Racing                   | Toyota Hilux                 | 201 | Yazeed Al-Rajhi     | Timo Gottschalk     | T1+    |
| Overdrive Racing                   | Toyota Hilux                 | 210 | Rokas Baciuška      | Oriol Mena          | T1+    |
| Overdrive Racing                   | Toyota Hilux                 | 216 | Juan Yacopini       | Daniel Oliveras     | T1+    |
| Overdrive Racing                   | Toyota Hilux                 | 231 | Toby Price          | Sam Sunderland      | T1+    |
| Overdrive Racing                   | Toyota Hilux                 | 235 | Urvo Männama        | Risto Lepik         | T1+    |
| Overdrive Racing                   | Toyota Hilux                 | 248 | Marcos Moraes       | Maykel Justo        | T1+    |
| X-raid Mini JCW Team               | Mini JCW Rally Plus 3.0i     | 202 | Guerlain Chicherit  | Alex Winocq         | T1+    |
| X-raid Mini JCW Team               | Mini JCW Rally Plus 3.0i     | 217 | Denis Krotov        | Konstantin Žiltsov  | T1+    |
| X-raid Mini JCW Team               | Mini JCW Rally Plus 3.0i     | 222 | Guillaume de Mévius | Mathieu Baumel      | T1+    |
| X-raid Mini JCW Team               | Mini JCW Rally Plus 3.0i     | 241 | Vladas Jurkevičius  | Aisvydas Paliukėnas | T1+    |
| X-raid Mini JCW Team               | Mini JCW Rally Plus 3.0d     | 224 | Lionel Baud         | Lucie Baud          | T1+    |
| X-raid Mini JCW Team               | Mini JCW Rally Plus 3.0d     | 240 | João Ferreira       | Filipe Palmeiro     | T1+    |
| Toyota Gazoo Racing                | Toyota GR DKR Hilux          | 203 | Lucas Moraes        | Armand Monleón      | T1+    |
| Toyota Gazoo Racing                | Toyota GR DKR Hilux          | 204 | Seth Quintero       | Dennis Zenz         | T1+    |
| Toyota Gazoo Racing                | Toyota GR DKR Hilux          | 205 | Guy Botterill       | Dennis Murphy       | T1+    |
| Toyota Gazoo Racing                | Toyota GR DKR Hilux          | 206 | Giniel de Villiers  | Dirk von Zitzewitz  | T1+    |
| Toyota Gazoo Racing                | Toyota GR DKR Hilux          | 211 | Henk Lategan        | Brett Cummings      | T1+    |
| Toyota Gazoo Racing                | Toyota GR DKR Hilux          | 218 | Saood Variawa       | François Cazalet    | T1+    |
| JLC Racing                         | MD Optimus                   | 207 | Jean-Luc Ceccaldi   | Delphine Delfino    | T1.2   |
| Gurtam Toyota Gazoo Racing Baltics | Toyota Hilux                 | 208 | Benediktas Vanagas  | Szymon Gospodarczyk | T1+    |
| Century Racing Factory Team        | Century CR7                  | 209 | Mathieu Serradori   | Loic Minaudier      | T1+    |
| Century Racing Factory Team        | Century CR7                  | 214 | Brian Baragwanath   | Leonard Cremer      | T1+    |
| Century Racing Factory Team        | Century CR7                  | 230 | Marcelo Tiglia      | Adrien Metge        | T1+    |
| Century Racing Factory Team        | Century CR6-T                | 223 | Laia Sanz           | Maurizio Gerini     | T1.2   |
| Century Racing Factory Team        | Century CR6-T                | 239 | Mark Corbett        | Juan Möhr           | T1.2   |
| Century Racing Factory Team        | Century CR6                  | 254 | William Battershill | Stuart Gregory      | T1.2   |
| MD Rallye Sport                    | MD Optimus                   | 213 | Christian Lavieille | Valentin Sarreaud   | T1.2   |
| MD Rallye Sport                    | MD Optimus                   | 233 | Simon Vitse         | Max Delfino         | T1.2   |
| MD Rallye Sport                    | MD Optimus                   | 236 | Eugenio Amos        | Paolo Ceci          | T1.2   |
| MD Rallye Sport                    | MD Optimus                   | 243 | Pascal Thomasse     | Arnold Brucy        | T1.2   |
| MD Rallye Sport                    | MD Optimus                   | 246 | Jean-Rémy Bergounhe | Pascal Larroque     | T1.2   |
| MD Rallye Sport                    | MD Optimus                   | 252 | Jérome Cambier      | Pascal Delacour     | T1.2   |
| MD Rallye Sport                    | MD Optimus                   | 257 | Ferran Jubany       | Marc Sola           | T1.2   |
| MD Rallye Sport                    | MD Optimus                   | 261 | Francis Balocchi    | Anthony Pes         | T1.2   |
| MD Rallye Sport                    | MD Optimus                   | 263 | Ludovic Gherardi    | Lionel Costes       | T1.2   |
| MD Rallye Sport                    | MD Optimus                   | 278 | Pierre Lachaume     | Christophe Crespo   | T1.2   |
| Hi-Tiger Racing Team               | Toyota Hilux                 | 215 | Guoyu Zhang         | Yicheng Wang        | T1+    |
| Mintimes YunXiang Rally Team       | Toyota Hilux                 | 251 | Rong Zi             | Hong Yu Pan         | T1+    |
| HanWei Motorsport Team             | HWM T1+                      | 220 | Wei Han             | Li Ma               | T1+    |
| HanWei Motorsport Team             | Red-Lined REVO T1+           | 247 | Po Tian             | Hangting Guo        | T1+    |
| Orlen Jipocar Team                 | Ford Raptor                  | 221 | Martin Prokop       | Viktor Chytka       | T1+    |
| Ford M-Sport                       | Ford Raptor T1+              | 225 | Carlos Sainz        | Lucas Cruz          | T1+    |
| Ford M-Sport                       | Ford Raptor T1+              | 226 | Mattias Ekström     | Emil Bergkvist      | T1+    |
| Ford M-Sport                       | Ford Raptor T1+              | 227 | Nani Roma           | Alex Haro           | T1+    |
| Ford M-Sport                       | Ford Raptor T1+              | 228 | Mitchell Guthrie    | Kellon Walch        | T1+    |
| Repsol Toyota Rally Team           | Toyota Hilux                 | 229 | Isidre Esteve Pujol | José Villalobos     | T1+    |
| Buggyra ZM Racing                  | Red-Lined REVO T1+           | 234 | Aliyyah Koloc       | Sébastien Delaunay  | T1+    |
| Coronel Dakar Team                 | Century CR7                  | 237 | Tim Coronel         | Tom Coronel         | T1+    |
| Petrus Racing Team                 | MD Optimus                   | 238 | Gintas Petrus       | Darius Leskauskas   | T1.2   |
| PS Laser Racing                    | Volkswagen Amarok            | 242 | Daniel Schröder     | Henry Carl Köhne    | T1+    |
| Bastion Hotels Dakar Team          | Toyota Hilux                 | 244 | Maik Willems        | Marcel Snijders     | T1+    |
| CSA Racing                         | Red-Lined REVO T1+           | 245 | Stefan Carmans      | Antonius van Tiel   | T1+    |
| X-FORCE ACCR Czech Team            | Ford F-150 EVO               | 249 | Karel Trneny        | Václav Pritzl       | T1+    |
| Off Road Concept                   | MD Optimus                   | 253 | Hugues Moilet       | Olivier Imschoot    | T1.2   |
| Past Racing                        | Ford Ranger                  | 255 | Daniel Alonso       | Candido Carrera     | T1.2   |
| Walcher Racing Team                | Red-Lined VK56               | 258 | Markus Walcher      | Frank Preuss        | T1.1   |
| Motortecnica Racing Team           | Century CR6-T                | 260 | Agostino Rizzardi   | Francesca Gasperi   | T1.2   |
| DaklaPack Rallysport               | Red-Lined REVO T1+           | 262 | Dave Klaassen       | Tessa Klaassen      | T1+    |
| SRT Racing                         | Century CR7                  | 264 | Rik van den Brink   | Gydo Heimans        | T1+    |
| Oase Motorsport                    | Red-Lined REVO T1+           | 265 | Ronald van Loon     | Erik Lemmen         | T1+    |
| Minguyan Industrial Racing         | Century CR7                  | 266 | Min Lei Wang        | Du Xuanyi           | T1+    |
| Magol Dakar Team                   | Toyota Hilux                 | 267 | Andrei Halabarodzka | Aleksej Mun         | T1.1   |
|                                    |                              |     |                     |                     |        |
| Team Land Cruiser Toyota Auto Body | Toyota Land Cruiser GR Sport | 500 | Akira Miura         | Jean-Michel Polato  | T2.1   |
| Team Land Cruiser Toyota Auto Body | Toyota Land Cruiser GR Sport | 501 | Ronald Basso        | Jean-Pierre Garcin  | T2.1   |

### Challenger
| Scuderia                             | Auto                   | #   | Pilota                | Copilota                 | Classe |
| ------------------------------------ | ---------------------- | --- | --------------------- | ------------------------ | ------ |
| Team BBR                             | Taurus T3 - Max        | 300 | Yasir Seaidan         | Michaël Metge            | T3.1   |
| Team BBR                             | Taurus T3 - Max        | 301 | Nicolás Cavigliasso   | Valentina Pertegarini    | T3.1   |
| Team BBR                             | Taurus T3 - Max        | 304 | Pau Navarro           | Lisandro Sisterna        | T3.1   |
| Team BBR                             | Taurus T3 - Max        | 305 | Dania Akeel           | Stephane Duple           | T3.1   |
| G Rally Team                         | GRally OT3             | 302 | Puck Klaassen         | Charan Moore             | T3.1   |
| G Rally Team                         | GRally OT3             | 320 | Luis Portela          | David Megre              | T3.1   |
| G Rally Team                         | GRally OT3             | 321 | Rui Carneiro          | Ola Fløene               | T3.1   |
| Team Giroud - G Rally Team           | GRally OT3             | 324 | Alexandre Giroud      | Jérémy Jacomelli         | T3.1   |
| Dark Horse                           | GRally OT3             | 306 | Saleh Al-Saif         | Albert Veliamovic        | T3.1   |
| Francosport                          | X-raid 1000R Turbo SXS | 307 | Mario Franco          | Rui Franco               | T3.1   |
| Francosport                          | X-raid 1000R Turbo SXS | 318 | Pedro Gonçalves       | Hugo Magalhaes           | T3.1   |
| DaklaPack Rallysport - Zille Rally   | Taurus T3 - Max        | 308 | David Zille           | Sebastian Cesana         | T3.1   |
| Nasser Racing                        | Taurus T3 - Max        | 309 | Eduardo Pons          | Jaume Betriu             | T3.1   |
| Nasser Racing                        | Taurus T3 - Max        | 326 | Khalifa Al-Attiyah    | Bruno Jacomy             | T3.1   |
| Nasser Racing                        | Taurus T3 - Max        | 330 | Ahmed Al-Kuwari       | Augusto Sanz             | T3.1   |
| Nasser Racing                        | Taurus T3 - Max        | 334 | Abdulaziz Al-Kuwari   | Nasser Al-Kuwari         | T3.1   |
| Team Rebellion & Spierings           | Taurus T3 - Max        | 310 | Paul Spierings        | Jan Pieter van der Stelt | T3.1   |
| Team Rebellion & Spierings           | Taurus T3 - Max        | 351 | Alexandre Pesci       | Stephan Kühni            | T3.1   |
| MMP Competition                      | MMP Rally Raid         | 311 | Christophe Cresp      | Jean Brucy               | T3.1   |
| MMP Competition                      | MMP Rally Raid         | 317 | Benjamin Lattard      | Patrick Jimbert          | T3.1   |
| MMP Competition                      | MMP Rally Raid         | 322 | Ricardo Porem         | Nuno Sousa               | T3.1   |
| MMP Competition                      | MMP Rally Raid         | 345 | Benjamin Favre        | Thibaud Darroux          | T3.1   |
| MMP Competition                      | MMP Rally Raid         | 346 | Jedidia Favre         | Antoine Lecourbe         | T3.1   |
| Buggy Masters Team                   | Taurus T3 - Max        | 312 | Oscar Ral             | Xavier Blanco            | T3.1   |
| Buggy Masters Team                   | Can-Am Maverick X3     | 354 | Joan Piferrer         | Joan Rubi                | T3.1   |
| Al-Jafla Racing                      | Taurus T3 - Max        | 313 | Khalid Al-Jafla       | Andrej Rudnitskj         | T3.1   |
| Foj Motorsport                       | Oryx T3                | 314 | Xavier Foj            | Facundo Jaton            | T3.1   |
| X-raid Team                          | X-raid 1000R Turbo SXS | 315 | Annett Quandt         | Annie Seel               | T3.1   |
| X-raid Team                          | X-raid 1000R Turbo SXS | 340 | Maria Gameiro         | José Marques             | T3.1   |
| Arcane Racing                        | Arcane T3              | 316 | Gert-Jan van der Valk | Branco de Lange          | T3.1   |
| Arcane Racing                        | Arcane T3              | 335 | Richard Aczel         | Wouter Rosegaar          | T3.1   |
| Arcane Racing                        | Arcane T3              | 353 | Lex Peters            | Mark Salomons            | T3.1   |
| Arcane Racing                        | Arcane T3              | 356 | Riné Streppel         | Lisette Bakker           | T3.1   |
| Red Bull Off-Road JR Team USA by BFG | Taurus T3 - Max        | 319 | Gonçalo Guerreiro     | Cadu Sachs               | T3.1   |
| Red Bull Off-Road JR Team USA by BFG | Taurus T3 - Max        | 325 | Corbin Leaverton      | Taye Perry               | T3.1   |
| ADT Motowear - Drink Persé           | Can-Am Maverick X3     | 323 | Javier Vélez          | Gaston Mattarucco        | T3.1   |
| Apache Automotive                    | Apache APH-03          | 327 | Antoine Méo           | Guilhem Alves            | T3.U   |
| Zoll Racing                          | Can-Am Maverick X3     | 328 | Piotr Beaupre         | Jacek Czachor            | T3.1   |
| Zoll Racing                          | Can-Am Maverick X3     | 357 | Lukasz Zoll           | Michal Zoll              | T3.1   |
| Quad Bike Evasion                    | Can-Am Maverick X3     | 331 | Romain Locmane        | Benjamin Boulloud        | T3.1   |
| Quad Bike Evasion                    | Can-Am Maverick X3     | 347 | Loïc Frebourg         | Franck Boulay            | T3.1   |
| Colorado Motorsport                  | Can-Am Maverick X3     | 332 | Zachary Lumsden       | Shannon Moham            | T3.1   |
| Colorado Motorsport                  | Can-Am Maverick X3     | 337 | Craig Lumsden         | Jamie Lambert            | T3.1   |
| C.A.T. Racing                        | GRally OT3             | 333 | William Buller        | Camelia Liparoti         | T3.1   |
| South Racing Can-Am                  | Can-Am Maverick X3     | 336 | Lawrence Janesky      |                          | T3.1   |
| Shegawi Racing                       | Can-Am Maverick X3     | 338 | Hamad Al-Harbi        | Aleksej Kuzmič           | T3.1   |
| Abdullah Al-Haydan                   | Taurus T3 - Max        | 341 | Abdullah Al-Haydan    |                          | T3.1   |
| AB Concept / BTR                     | PH-Sport Zephyr        | 342 | Aurélien Bouchet      | Elisa Huguenin           | T3.1   |
| Les Enfants du Dakar - BTR           | PH-Sport Zephyr        | 343 | Hervé Guillaume       | Maxime Guillaume         | T3.1   |
| Team Bournezeau Rallye Aventure      | Can-Am Maverick X3     | 348 | Yannick Grezes        | Anthony Drapeau          | T3.1   |
| Akpol Recykling                      | Taurus T3 - Max        | 349 | Adam Kus              | Dmytro Tsyro             | T3.1   |
| Be Racing                            | Demon Car DT3          | 350 | Oscar Maso            | Pedro Lopez              | T3.1   |
| Bujarkay-Makarthy Racing             | Can-Am Maverick X3     | 352 | Oscar Olivas          | Luis Barrios             | T3.1   |
| Raitec Racing                        | Raitec RT3B            | 355 | Gianpaolo Bedin       | Alberto Marcon           | T3.1   |
| Team Boucou                          | Can-Am Maverick X3     | 358 | Joan Font             | Sergi Brugue             | T3.1   |

### SSV
| Scuderia                                   | Auto                          | #   | Pilota                    | Copilota                | Classe |
| ------------------------------------------ | ----------------------------- | --- | ------------------------- | ----------------------- | ------ |
| Sébastien Loeb Racing - RZR Factory Racing | Polaris RZR Pro R             | 400 | Xavier de Soultrait       | Martin Bonnet           | T4     |
| Sébastien Loeb Racing - RZR Factory Racing | Polaris RZR Pro R             | 411 | Florent Vayssade          | Nicolas Rey             | T4     |
| Sébastien Loeb Racing - RZR Factory Racing | Polaris RZR Pro R             | 425 | Brock Heger               | Max Eddy                | T4     |
| Be Racing                                  | Can-Am Maverick X RS Turbo RR | 401 | Sebastian Guayasamin      | Fernando Acosta         | T4     |
| Pedregà Team                               | Can-Am Maverick X RS Turbo RR | 402 | Gerard Farrés             | Toni Vingut             | T4     |
| Pedregà Team                               | Can-Am Maverick X RS Turbo RR | 432 | José Vidanya              | Mario Garrido           | T4     |
| Pedregà Team                               | Can-Am Maverick X RS Turbo RR | 439 | Rafael Muñoz              | Daniel Cámara           | T4     |
| MMP Competition                            | Can-Am Maverick X RS Turbo RR | 403 | Jerome De Sadeleer        | Diego Ortega            | T4     |
| MMP Competition                            | Can-Am Maverick X RS Turbo RR | 410 | Claude Fournier           | Gregory Revest-Arnoux   | T4     |
| Can-Am Factory Team                        | Can-Am Maverick R             | 404 | Francisco López           | Juan Pablo Latrach      | SSV1   |
| Can-Am Factory Team                        | Can-Am Maverick R             | 405 | Sara Price                | Sean Berriman           | SSV1   |
| Can-Am Factory Team                        | Can-Am Maverick R             | 407 | Jeremías González Ferioli | Pedro Rinaldi           | SSV1   |
| Can-Am Factory Team                        | Can-Am Maverick R             | 420 | Hunter Miller             | Andrew Short            | SSV1   |
| South Racing Can-Am                        | Can-Am Maverick R             | 408 | Diego Martínez            | Sergio Lafuente         | SSV1   |
| South Racing Can-Am                        | Can-Am Maverick R             | 409 | Fernando Álvarez          | Xavier Panseri          | SSV1   |
| South Racing Can-Am                        | Can-Am Maverick R             | 413 | Manuel Andújar            | Bernardo Graue          | SSV1   |
| South Racing Can-Am                        | Can-Am Maverick R             | 418 | João Monteiro             | Nuno Morais             | SSV1   |
| TH-Trucks Team                             | Polaris RZR Pro R             | 406 | Enrico Gaspari            | Fausto Mota             | T4     |
| TH-Trucks Team                             | Polaris RZR Pro R             | 434 | Domingo Román             | Oscar Bravo             | T4     |
| TH-Trucks Team                             | Polaris RZR Pro R             | 435 | José Ignacio Gayoso       | Santiago Ramiro         | T4     |
| Old Friends Rally Team                     | Can-Am Maverick X RS Turbo RR | 412 | Alexandre Pinto           | Bernardo Oliveira       | T4     |
| Old Friends Rally Team                     | Can-Am Maverick X RS Turbo RR | 426 | Carlos Vento              | Jorge Brandao           | T4     |
| CST Xtreme Plus Polaris Team               | Polaris RZR Pro R             | 414 | Michele Cinotto           | Alberto Bertoldi        | T4     |
| CST Xtreme Plus Polaris Team               | Polaris RZR Pro R             | 419 | Shinsuke Umeda            | Paul Duramé             | T4     |
| CST Xtreme Plus Polaris Team               | Polaris RZR Pro R             | 431 | Pietro Cinotto            | Martino Albertini       | T4     |
| Bujarkay-Makharty Racing                   | Can-Am Maverick X RS Turbo RR | 415 | Fidel Castillo            | Anuar Osman             | T4     |
| Overlimit                                  | Can-Am Maverick X RS Turbo RR | 416 | Grzegorz Brochocki        | Grzegorz Komar          | T4     |
| Drag'on Rally Team                         | Can-Am Maverick X RS Turbo RR | 422 | Eric Croquelois           | Bruno Raymond           | T4     |
| BTR Racing                                 | Can-Am Maverick R             | 423 | Philippe Boutron          | Mayeul Barbet           | SSV1   |
| BTR Racing                                 | Can-Am Maverick R             | 427 | Benoit Lepietre           | Rodrigue Relmy-Madinska | SSV1   |
| Pôle Position 77 / BTR                     | Can-Am Maverick R             | 442 | Gregory Lefort            | George Da Cruz          | SSV1   |
| Santag Racing                              | Can-Am Maverick X RS Turbo RR | 424 | João Dias                 | Gonçalo Reis            | T4     |
| Timola Rallysport                          | Can-Am Maverick X RS Turbo RR | 428 | Sander Derikx             | Marnix Leeuw            | T4     |
| Almunha Racers                             | Can-Am Maverick X RS Turbo RR | 429 | Ibrahim Almunha           | Faisal Al-Suwayh        | T4     |
| Raceart                                    | Can-Am Maverick X RS Turbo RR | 430 | Roger Grouwels            | Rudolf Meijer           | T4     |
| Orhès Racing                               | Can-Am Maverick R             | 433 | Olivier Pernaut           | Benjamin Riviere        | SSV1   |
| Dark Horse                                 | Can-Am Maverick X RS Turbo RR | 436 | Moaz Hariri               |                         | T4     |
| Mouktadiri Racing Team                     | Can-Am Maverick X RS Turbo RR | 437 | Souad Mouktadiri          | Vincent Ferri           | T4     |
| R Team                                     | Can-Am Maverick X RS Turbo RR | 438 | Stefano Mannini           | Matteo Lardori          | T4     |
| R-X Sport                                  | Can-Am Maverick X RS Turbo RR | 444 | Hasan Al-Sadadi           | Marcin Pasek            | T4     |

### Camion
| Scuderia                                  | Auto                   | #   | Pilota                 | Copilota             | Meccanico            | Classe |
| ----------------------------------------- | ---------------------- | --- | ---------------------- | -------------------- | -------------------- | ------ |
| MM Technology                             | Iveco Powerstar        | 600 | Martin Macík           | František Tomášek    | David Švanda         | T5.1   |
| MM Technology                             | Iveco Powerstar        | 603 | Kees Koolen            | Wouter de Graaff     | Daniel Kozlovskij    | T5.1   |
| MM Technology                             | Iveco Powerstar        | 608 | Claudio Bellina        | Danilo Petrucci      | Marco Arnoletti      | T5.1   |
| Instatrade Loprais Team de Rooy FPT       | Iveco Powerstar        | 601 | Aleš Loprais           | David Kripal         | Darek Rodewald       | T5.1   |
| Skuba Team de Rooy FPT                    | Iveco Powerstar        | 605 | Vaidotas Žala          | Paulo Fiuza          | Max van Grol         | T5.1   |
| Fried van de Laar Racing Team de Rooy FPT | Iveco Powerstar        | 613 | Anja van Loon          | Ben van de Laar      | Jan van de Laar      | T5.1   |
| Eurol Rallysport                          | Iveco Powerstar        | 602 | Mitchell van den Brink | Moisés Torrallardona | Jarno van de Pol     | T5.1   |
| Eurol Rallysport                          | Iveco Powerstar        | 606 | Martin van den Brink   | Rijk Mouw            | Willem van Heun      | T5.1   |
| Tatra Buggyra ZM Racing                   | Tatra Buggyra EVO3     | 604 | Martin Šoltys          | Vlastimil Miksch     | Tomáš Šikola         | T5.1   |
| Tatra Buggyra ZM Racing                   | Tatra Phoenix          | 621 | Karel Poslední         | Lukáš Kvasnica       | Filip Skrobanek      | T5.1   |
| Hino Team Sugawara                        | Hino 600               | 607 | Teruhito Sugawara      | Hirokazu Somemiya    | Yuji Mochizuki       | T5.1   |
| De Groot Sport                            | Iveco Powerstar        | 609 | Ben de Groot           | Ad Hofmans           | Govert Boogaard      | T5.1   |
| De Groot Sport                            | Iveco Powerstar        | 616 | William de Groot       | Koen Hendricks       | Remon van der Steen  | T5.1   |
| Firemen Dakar Team                        | Iveco Powerstar        | 610 | Richard de Groot       | Jan Hulsebosch       | Jan van der Vaet     | T5.1   |
| FESH FESH Team                            | Tatra FF7              | 611 | Tomáš Vrátný           | Bartłomiej Boba      | Jaromír Martinec     | T5.1   |
| Dakarspeed                                | International LoneStar | 615 | Maurik van den Heuvel  | Wilko van Hoort      | Martijn van Rooij    | T5.1   |
| Qualisport KFT                            | Scania Hyena           | 617 | Miklós Kovács          | Péter Czeglédi       | László Aks           | T5.1   |
| The Dacia Sandriders                      | MAN TGA                | 618 | Pep Sabaté             | Pol Roura            | Nicholas Jones       | T5.1   |
| The Dacia Sandriders                      | MAN TGA                | 629 | Didier Monseu          | Charly Gotlib        | Eduard Fraipont      | T5.2   |
| Eagle Racing Team                         | MAN TGA                | 619 | Paolo Calabria         | Giuseppe Fortuna     | Loris Calubini       | T5.1   |
| Tibau Team                                | Iveco Powerstar        | 620 | Alex Aguirregaviria    | Francesc Salisi      | Marc Torres          | T5.1   |
| Tibau Team                                | MAN TGS                | 634 | Jordi Esteve Oro       | Francesc Pardo       | Jordi Pujol          | T5.2   |
| Team NRS                                  | DAF XF                 | 623 | Alexandre Lemeray      | Marion Andrieu       | Fabien Lecaplain     | T5.1   |
| TH-Trucks Team                            | Scania Torpedo         | 625 | Alberto Herrero        | Mario Rodríguez      | Pedro Peñate         | T5.1   |
| TH-Trucks Team                            | MAN TGS                | 636 | Cesare Rickler         | Aldo De Lorenzo      | Juan Francisco Silva | T5.2   |
| TH-Trucks Team                            | MAN TGA                | 640 | Alberto Alonso         | Alejandro Mozuelos   | Gustavo Ibeas        | T5.2   |
| STA Compétition                           | Volvo FMX              | 626 | Tariq Al-Rammah        | Samir Benbekhti      | Serge Lambert        | T5.2   |
| STA Compétition                           | MAN TGS                | 644 | John Cockburn          | Louis Lauilhe        | Benoît Bonnefoi      | T5.2   |
| X-raid Team                               | MAN TGA                | 627 | Michael Baumann        | Philipp Beier        | Jens Schöler         | T5.2   |
| Overdrive Racing                          | Iveco Trakker          | 628 | Tom Geuens             | Sam Koopmann         | Anthony Robineau     | T5.2   |
| Team Boucou Compétition                   | Iveco Trakker          | 630 | Jean-François Cazeret  | Nicolas Falloux      | Jérome Détouillon    | T5.2   |
| Team Boucou Compétition                   | DAF XF                 | 632 | Philippe Perry         | Florent Drulhon      | Adria Gallardo       | T5.2   |
| Team Boucou Compétition                   | MAN TGA                | 639 | Frederic Baché         | Guillaume Manelphe   |                      | T5.2   |
| Team Boucou Compétition                   | MAN TGA                | 648 | Sebastien Fargeas      | Bruno Basire         | Marc Dardaillon      | T5.2   |
| Team SSP                                  | MAN TGA                | 631 | Zsolt Darázsi          | Pierre Calmon        | Palco Lubomir        | T5.2   |
| Team SSP                                  | MAN TGA                | 638 | Dušan Randysek         | Laurent Lalanne      | Victor Bouchwalder   | T5.2   |
| Team SSP                                  | MAN TGS                | 645 | Norbert Szalai         | Fabien Catherine     | Robert Tagai         | T5.2   |
| Orobica Raid                              | Iveco Powerstar        | 633 | Giulio Verzelletti     | Antonio Cabini       | Carlo Cabini         | T5.1   |
| Solurent Racing                           | Scania Torpedo         | 637 | Antoine Vitse          | Alain Coquelle       | Benoit Liefooghe     | T5.2   |
| South Racing Can-Am                       | Tatra 815              | 641 | Tomáš Tomeček          | Ard Munster          | Niccolò Funaioli     | T5.2   |
| RIC Rallye                                | MAN TGA                | 643 | Sylvain Besnard        | Patrick Prot         | Sylvain Laliche      | T5.2   |
| Jalán Marrones                            | MAN TGA                | 646 | Javier Jacoste         | Francisco Fernández  | Gerard Ribas         | T5.2   |
| CST Xtreme Plus Polaris Team              | Unimog U4023           | 647 | Bader Al-Barrak        | David Giovannetti    | Paco Fernández       | T5.2   |
| Sodicars Racing                           | DAF CF 85              | 649 | Jérémie Gimbre         | Richard Gonzalez     | Franck Maldonado     | T5.2   |
| Team Rebellion & Spierings                | MAN TGA                | 651 | Ahmed Benbekhti        | Bruno Seillet        | Mickael Fauvel       | T5.2   |

### Dakar Classic
| Scuderia                        | Auto                         | #   | Pilota                  | Copilota                        | Meccanico                  | Classe                 |
| ------------------------------- | ---------------------------- | --- | ----------------------- | ------------------------------- | -------------------------- | ---------------------- |
| Factoryhub                      | Toyota Land Cruiser (HDJ80)  | 700 | Carlos Santaolalla      | Jan Rosa                        |                            | 86-98 Moderate Average |
| Tecnosport                      | Nissan PickUp                | 701 | Lorenzo Traglio         | Rudy Briani                     | 86-98 Low Average          |                        |
| Tecnosport                      | Nissan Terrano II            | 707 | Maurizio Traglio        | Francesco Proietti              | +99 Intermediate Average   |                        |
| Tecnosport                      | Nissan Terrano II            | 775 | Luciano Montorfano      | Elena Borroni                   | +99 Intermediate Average   |                        |
| Tecnosport                      | Nissan Patrol                | 720 | Gianpaolo Cavagna       | Gianni Pelizzola                | +99 Intermediate Average   |                        |
| Tecnosport                      | Nissan Patrol                | 732 | Cameron Moore           | Maurizio Dominella              | +99 Intermediate Average   |                        |
| Tecnosport                      | Nissan Terrano               | 742 | Taz Evin Harvey         | Michael Krynock                 | 86-98 Moderate Average     |                        |
| Tecnosport                      | Nissan Terrano               | 763 | Francesco Pece          | Monica Buonamano                | 86-98 Moderate Average     |                        |
| Tecnosport                      | Nissan Patrol Wagon          | 767 | Filippo Colnaghi        | Daniele Bottallo                | 86-98 Moderate Average     |                        |
| Momabikes Raid Team             | Porsche 959                  | 702 | Juan Morera             | Lidia Ruba                      | 86-98 Moderate Average     |                        |
| TH-Trucks Team                  | Toyota Land Cruiser (HDJ80)  | 703 | Dirk van Rompuy         | Christiaan Goris                | 86-98 Moderate Average     |                        |
| TH-Trucks Team                  | Toyota Land Cruiser (HDJ80)  | 709 | Asier Duarte            | Luis Barbero                    | 86-98 Moderate Average     |                        |
| TH-Trucks Team                  | Toyota Land Cruiser (HDJ80)  | 745 | Jorge Pérez Companc     | Cristobal Pérez Companc         | 86-98 Moderate Average     |                        |
| TH-Trucks Team                  | Toyota Land Cruiser (BJ71)   | 714 | Juraj Šebalj            | Sinisa Crnojevic                | 86-98 Moderate Average     |                        |
| TH-Trucks Team                  | Mercedes-Benz 280GE          | 744 | Luis Pedrals            | Sergi Giralt                    | 86-98 Moderate Average     |                        |
| Bolides Racing                  | Land Rover Defender 110      | 704 | Maxence Gublin          | Anthony Sousa                   | 86-98 Low Average          |                        |
| Dutch Quattro Legends           | Audi Quattro                 | 705 | Erik van Loon           | Hein Verschuuren                | 86-98 High Average         |                        |
| Dutch Quattro Legends           | Audi Quattro                 | 713 | Hans Stacey             | Anton van Limpt                 | 86-98 High Average         |                        |
| Dutch Quattro Legends           | Audi Quattro                 | 717 | Frits van Eerd          | Patric Brinkman                 | 86-98 High Average         |                        |
| Dutch Quattro Legends           | Audi Quattro                 | 729 | Peter van den Bosch     | Hans Brand                      | 86-98 High Average         |                        |
| Pegasus Silver Racing           | Porsche 911                  | 706 | Axel Berrier            | Jérémy Athimon                  | 86-98 Moderate Average     |                        |
| Recinsa Sport                   | Nissan Patrol Hard-Top       | 708 | Francisco Benavente     | Rafael Benavente                | 86-98 Moderate Average     |                        |
| Völkel Dakar Team               | Mercedes-Benz 280GE          | 710 | Jorg Sand               | Patrick Diemer                  | -86 Low Average            |                        |
| Team GVA                        | Range Rover                  | 711 | Lionel Guy              | Laurent Milbergue               | -86 Moderate Average       |                        |
| Duckar Team                     | Citroën 2CV                  | 712 | Barbora Holická         | Lucie Engová                    | -86 Low Average            |                        |
| R Team                          | Mitsubishi Pajero            | 715 | Renato Rickler          | Massimo Gabrielleschi           | 86-98 Moderate Average     |                        |
| R Team                          | Mitsubishi Pajero            | 731 | Josef Unterholzner      | Franco Gaioni                   | 86-98 Moderate Average     |                        |
| R Team                          | Mitsubishi Pajero            | 738 | Antonio Ricciari        | Simona Morosi                   | 86-98 Moderate Average     |                        |
| R Team                          | Mitsubishi Pajero            | 751 | Henry Favre             | Alessandro Iacovelli            | 86-98 Low Average          |                        |
| R Team                          | Mitsubishi Pajero            | 769 | Marco Leva              | Alexia Giugni                   | 86-98 Low Average          |                        |
| R Team                          | Mitsubishi Pajero Evolution  | 749 | Damiano Lipani          | Stefano Crementieri             | +99 Intermediate Average   |                        |
| R Team                          | Mitsubishi Pajero Evolution  | 757 | Luigi Bianchi           | Gianluca Sbaraglia              | +99 Intermediate Average   |                        |
| R Team                          | Mitsubishi Pajero Evolution  | 760 | Ludovic Bois            | Julia Colman                    | +99 Intermediate Average   |                        |
| Geco Classic Racing Team        | Nissan X-Trail               | 716 | Mathieu Kurzen          | Alexandre Fatio                 | 86-98 Moderate Average     |                        |
| Team SSP                        | Toyota Land Cruiser (HDJ80)  | 718 | Dominique Durand        | Eric Soldani                    | 86-98 Moderate Average     |                        |
| Team SSP                        | Toyota Land Cruiser (HDJ80)  | 736 | Christine Bernard       | Bruno Delagneau                 | 86-98 Moderate Average     |                        |
| Team SSP                        | Toyota Land Cruiser (HDJ80)  | 741 | Jean-Luc Martineau      | Sebastien Dubois                | 86-98 Moderate Average     |                        |
| Team SSP                        | Toyota Land Cruiser (HDJ80)  | 771 | Cédric Zolliker         | Clemens Lansing                 | 86-98 Moderate Average     |                        |
| Team SSP                        | Toyota Land Cruiser (HZJ75)  | 773 | Christophe Chabeuf      | Didier Fraisse                  | 86-98 Moderate Average     |                        |
| Montana Racing                  | Peugeot 504 Coupé            | 721 | Ernst Amort             | Adolf Ruhaltinger               | -86 Moderate Average       |                        |
| Montana Racing                  | Nissan Terrano II            | 772 | Frank Thiel             | Carl Schuppert                  | +99 Intermediate Average   |                        |
| Compagnie Saharienne            | Toyota Land Cruiser (HZJ78)  | 722 | Sanjay Takale           | Maxime Raud                     | 86-98 Low Average          |                        |
| Compagnie Saharienne            | Toyota Land Cruiser (HZJ78)  | 734 | Frédéric Fatien         | Jean-Luc Roinet                 | 86-98 Low Average          |                        |
| Compagnie Saharienne            | Toyota Land Cruiser (HZJ78)  | 758 | Jean-Pierre Valentini   | Francois Beguin                 | 86-98 Low Average          |                        |
| Compagnie Saharienne            | Toyota Land Cruiser (HZJ78)  | 768 | Jordan Grogor           | Wesley Grogor                   | 86-98 Low Average          |                        |
| Compagnie Saharienne            | Toyota Land Cruiser (HDJ100) | 764 | Valentin Simonet        | Mathieu Monplaisi               | +99 Intermediate Average   |                        |
| Free Range Team USA             | Range Rover                  | 723 | Herve Solandt           | Paul Puchouau                   | 86-98 Low Average          |                        |
| Team 2chameaux                  | Citroën 2CV                  | 724 | Floris de Raadt         | David Kann                      | -86 Low Average            |                        |
| Ecurie Frères d'Armes           | Peugeot P4                   | 725 | Ludovic Failly          | Franck Poirot                   | 86-98 Low Average          |                        |
| Team Casteu Classic             | Mitsubishi Pajero Evolution  | 726 | Peter Brabeck-Letmathe  | Jean-Michel Gayte               | 86-98 Moderate Average     |                        |
| Team Casteu Classic             | Mitsubishi Pajero Evolution  | 727 | Andres Brabeck-Letmathe | Nicolas Brabeck-Letmathe        | -86 Moderate Average       |                        |
| Team Boucou Compétition         | Renault 30                   | 730 | Patrice Auzet           | Francois Bourgois               | -86 Moderate Average       |                        |
| Motortecnica Racing Team        | Nissan Patrol                | 733 | Guido Dallarosa         | Maria Vittoria Dalla Rosa Prati | +99 Intermediate Average   |                        |
| Motortecnica Racing Team        | Nissan Patrol                | 766 | Eufrasio Anghileri      | Antonio Anghileri               | +99 Intermediate Average   |                        |
| Erregi Media                    | Isuzu VehiCROSS              | 735 | Luciano Carcheri        | Fabrizia Pons                   | 86-98 Moderate Average     |                        |
| Team Pevéle Aventure            | Toyota Land Cruiser (HDJ80)  | 739 | Christophe Berteloot    | Stéphanie Wante                 | 86-98 Moderate Average     |                        |
| Team Pevéle Aventure            | Toyota Land Cruiser (HDJ80)  | 759 | Patrick Doby            | Clement Doby                    | 86-98 Moderate Average     |                        |
| Team Pevéle Aventure            | Toyota Land Cruiser (HDJ80)  | 778 | David Cupers            | Corinne Cupers                  | 86-98 Moderate Average     |                        |
| Czech Samurais Team             | Toyota Land Cruiser (J90)    | 743 | Ondrej Martinec         | Jiri Kopriva                    | 86-98 Moderate Average     |                        |
| Befuel Bombelli Team            | Mitsubishi Pajero            | 746 | Ugo Bullesi             | Myriam Manzoni                  | 86-98 Moderate Average     |                        |
| Pedregà Team                    | Toyota Land Cruiser (KZJ95)  | 747 | Amadeo Roige            | Jorge Toral                     | 86-98 Moderate Average     |                        |
| Pedregà Team                    | Mitsubishi L200              | 761 | Matias Rodriguez        | Sandra Guasch                   | 86-98 Moderate Average     |                        |
| Enjoy Motorsport                | Mitsubishi Pajero            | 752 | Jan Barta               | Petr Svec                       | 86-98 Moderate Average     |                        |
| NRF DEXT P-Rally Team           | Porsche 924                  | 753 | Tomasz Staniszewski     | Stanislaw Postawka              | -86 Low Average            |                        |
| Gold Motorsport CZ              | Mitsubishi Pajero            | 755 | Jan Vins                | Filip Bajora                    | 86-98 Moderate Average     |                        |
| Team Deage Racing               | Toyota Land Cruiser (HDJ100) | 756 | Christophe Deage        | Louis Deage                     | +99 Intermediate Average   |                        |
| Passion-Aventure                | Peugeot 205                  | 762 | Denis Fercoq            | Jean-Marc Locqueneaux           | 86-98 Moderate Average     |                        |
| Team Bournezeau Rallye Aventure | Toyota Land Cruiser (HDJ80)  | 765 | Tenessy Grezes          | Lucas Longepe                   | 86-98 Moderate Average     |                        |
| Team Bournezeau Rallye Aventure | Mitsubishi Pajero            | 770 | Julien Bessé            | Franck Corbeau                  | 86-98 Moderate Average     |                        |
| Ovoko Racing                    | Land Rover Series III        | 774 | Karolis Raisys          | Ignas Daunoravicius             | -86 Low Average            |                        |
| Unilite/Aspen Pumps             | Nissan Terrano               | 776 | Peter Schey             | Christopher Schey               | 86-98 Moderate Average     |                        |
| LJS Racing Team                 | Toyota Land Cruiser (J90)    | 777 | Lorenzo Fluxa           | Xavi Ribas                      | 86-98 Low Average          |                        |
| Tireman Dakar Team              | Mitsubishi Pajero            | 779 | Péter Hamza             | Andras Kalmar                   | 86-98 Intermediate Average |                        |
| Egal16                          | Toyota Land Cruiser (HZJ73)  | 780 | William Fossat          | Florent Riviere                 | 86-98 Moderate Average     |                        |
| Ulrich Schwarzbacher Dakar Team | Mitsubishi Pajero            | 781 | Juraj Ulrich            | Lubos Schwarzbacher             | 86-98 Intermediate Average |                        |
| MIQ Team                        | Mitsubishi Pajero            | 782 | Tamas Mikucza           | Andras Bako                     | 86-98 Intermediate Average |                        |
|                                 |                              |     |                         |                                 |                            |                        |
| TH-Trucks Team                  | Mercedes-Benz 1844 AK        | 900 | Rafael Lesmes           | Albert Casabona                 | Tabatha Romon              | 86-98 Low Average      |
| TH-Trucks Team                  | Mercedes-Benz 2636 A         | 902 | Jaime Martinez          | Nekane Bardeci                  | Raquel Pelaez              | 86-98 Low Average      |
| Motortecnica Racing Team        | MAN 18-285                   | 901 | Stefano Calzi           | Umberto Fiori                   | Gianluca Ianni             | +99 Moderate Average   |
| Motortecnica Racing Team        | Unimog 425                   | 913 | Roberto Camporese       | Paolo Scalzotto                 |                            | 86-98 Moderate Average |
| Tecnosport                      | Iveco Magirus 160            | 903 | Giuseppe Simonato       | Alessio Bentivoglio             | Irene Saderini             | 86-98 Moderate Average |
| Team Boucou Compétition         | Renault Kerax                | 904 | Dorian Bardeau          | Lourdes Puigmal                 | Franck Puchouau            | +99 Moderate Average   |
| Classic Team de Rooy            | DAF Bull                     | 905 | Janus Van Kasteren      | Frank Burgers                   | Herman Keijsers            | 86-98 Moderate Average |
| Loprais Tatra Team              | Tatra 815                    | 907 | Igor Pazdera            | Olga Lounová                    | Milan Hola                 | +99 Moderate Average   |
| Loprais Tatra Team              | Tatra 815                    | 920 | Jiří Hošek              | Lubomír Dočkal                  | Dominik Holaň              | 86-98 Moderate Average |
| Team SSP                        | Mercedes-Benz 1935           | 908 | Olivier Guillory        | Bruno Grilli                    | Arnaud Vincent             | 86-98 Low Average      |
| Raidlynx                        | Mercedes-Benz 1935           | 909 | Jérôme Pélichet         | Jean-Philippe Beziat            | Ludovic Hecocard           | 86-98 Low Average      |
| Ecurie Frères d'Armes           | Renault Kerax                | 910 | Sandra Riviere          | Séverine Lehoux                 | Aurore Valaize             | +99 Low Average        |
| R Team                          | Iveco Eurocargo              | 911 | Giuliano Bergo          | Luca Macrini                    | Rocco Sbaraglia            | 86-98 Low Average      |
| Team Pevéle Aventure            | Unimog 425                   | 914 | Vincent Cupers          | Frederic Cambier                | Jean Pierre Wattreloo      | -86 Low Average        |
| Team Holeshot Compétition       | MAN L90                      | 914 | Hubert Lelievre         | Franck Geenens                  | David Lhermelin            | +99 Moderate Average   |
| Les Canards au Dakar            | Renault Kerax                | 916 | Julien Bechemin         | Pierre Moulinier                | Eric Bertrande             | 86-98 Low Average      |
| Völkel Dakar Team               | Mercedes-Benz 2636           | 917 | Alexander Schmidt       | Jan Dippel                      | Daniel Schatz              | -86 Low Average        |
| Völkel Dakar Team               | Mercedes-Benz 2636           | 918 | Robert Thiele           | Markus Klesse                   | Nils Schmidt               | -86 Moderate Average   |
| Donerre Suspension Team         | Mercedes-Benz                | 919 | Pablo Jaton             | Ariel Jaton                     | Renato Delmastro           | 86-98 Low Average      |

### Dakar Future Mission 1000
| Scuderia           | Auto                   | #    | Pilota           | Copilota         | Meccanico    | Classe         |
| ------------------ | ---------------------- | ---- | ---------------- | ---------------- | ------------ | -------------- |
| Segway Racing      | Segway Dakar Race Bike | 1000 | Benjamin Pascual |                  |              | M1000 - Moto   |
| Segway Racing      | Segway Dakar Race Bike | 1001 | Jianhao Xu       |                  |              | M1000 - Moto   |
| Segway Racing      | Segway Dakar Race Bike | 1002 | Jie Yang         |                  |              | M1000 - Moto   |
| HySE               | HySE-X2                | 1030 | Yoshio Ikemachi  | Paulo Marques    |              | M1000 - SSV    |
| KH-7 Ecovergy Team | MAN TGA                | 1040 | Jordi Juvanteny  | José Luis Criado | Xavier Ribas | M1000 - Camion |